# Trilepida guayaquilensis
Trilepida guayaquilensis là một loài rắn trong họ Leptotyphlopidae. Loài này được Orejas-Miranda & Peters mô tả khoa học đầu tiên năm 1970.